# Heteropsammia eupsammides
Heteropsammia eupsammides is een rifkoralensoort uit de familie van de Dendrophylliidae. De wetenschappelijke naam van de soort is voor het eerst geldig gepubliceerd in 1849 door Gray.